# 青阳县融媒体中心
青阳县融媒体中心（英語：Qingyang Media Convergence Center）（对内仍称青阳县广播电视台），是中国安徽省池州市的一家广电媒体单位，由原青阳县广播电视台改制而成，成立于2018年12月7日。

## 历史沿革
1979年4月，青阳电视转播台开始筹建。1980年3月建成，正式以无线8频道转播安庆电视转播台转播的安徽电视台第五频道节目。1985年，青阳县电视转播楼建成。1988年10月，开始以无线10频道转播CCTV1，1990年用6频道转播CCTV2，电视信号覆盖全县及贵池市东部地区。1992年12月25日，青阳县人民政府批准成立青阳电视台。1993年1月1日，青阳电视台、青阳人民广播电台同时开播，并举行开播仪式。1994年6月4日，经安徽省广播电视厅批复，青阳电视台正式成立。1997年11月19日，青阳电视台和青阳人民广播电台合并，共同成立青阳县广播电视台。1998年5月，青阳广播电视台的电视和广播信号覆盖青阳县全境以及贵池东部、南陵西部以及铜陵市郊区，并开始转播贵池有线电视台节目。

## 服务

### 电视服务

#### 频道列表
| 頻道名稱 | 语言   | 广播格式                    | 啟播時間                                         | 頻道口號           | 频道前身                               | 备注                   |
| 综合频道 | 普通話 | HD: 1080i SD: PAL 576i 16:9 | 标清版：1992年12月25日 高标清同播：2021年5月18日 | 灵山秀水，锦绣青阳 | 青阳电视台（主频道）（1992.12-2002.3） | 透过有线与无线方式传输 |

### 广播服务

#### 频道列表
| 頻道名稱         | 语言   | 频道频率 | 啟播時間     | 頻道口號           | 频道前身 | 備註 |
| 青阳人民广播电台 | 普通話 | FM94.9   | 1993年1月1日 | 灵山秀水，锦绣青阳 |          |      |

## 节目
- 新闻综合频道
  - 青阳新闻
  - 法治话题
  - 热点透视
  - 农林科技

- 文化影视频道
  - 走进九华山
  - 每日一歌
  - 老片欣赏
  - 蓉城剧场（曾播出电视连续剧《渴望》、《霍元甲》、《上海滩》、《万水千山总是情》、《射雕英雄传》、《上海新世纪》等）[3]